# Józefa Rożniecka
Józefa Rożniecka, po mężu Pytlasińska herbu Rola (ur. 1867, zm. 1 kwietnia 1931) – polska aktorka, śpiewaczka estradowa, kuplecistka. Występowała w Polsce m.in. w Teatrze Nowym w Warszawie, a także w Rosji i Niemczech.

## Życiorys
Urodziła się w rodzinie dyrygenta Gabriela Rożnieckiego i tancerki baletowej Marii Freytag. Jej matka zmarła, gdy Józefa miała 6 lat. Samotnie wychowywał ją i kształcił ojciec, który pracował jako dyrygent orkiestry baletowej. Jednak później został wyrzucony z pracy i podupadł na zdrowiu, przez co Józefa musiała sama o siebie zadbać i postanowiła wstąpić do Teatru Małego na role subretek. 
Od 1881 roku brała udział w amatorskich przedstawieniach Warszawskiego Towarzystwa Dobroczynności, a trzy lata później, 17 lipca 1883 roku zadebiutowała na deskach Teatru Nowego w Warszawie rolą Wandy w przedstawieniu „Grube ryby”. Następnie występowała w kilku innych rolach, a w grudniu tego samego roku anonsowano jej przenosiny do teatru lwowskiego, jednak nie wiadomo, czy angaż doszedł do skutku. Od 1 sierpnia 1885 do 26 lipca 1892 była członkiem zespołu dramatu Warszawskich Teatrów Rządowych. 
W 1892 roku poślubiła zapaśnika Władysława Pytlasińskiego. Zaczęła używać nazwiska męża i rozpoczęła karierę śpiewaczki estradowej oraz kuplecistki nie tylko w Polsce, ale i w Niemczech oraz Rosji. Następnie została nauczycielką gimnastyki w Odessie.

## Wybrane role teatralne
- Grube ryby jako Wanda
- Fortepian Berty jako Julia
- Bęben jako Berta
- Pani majstrowa z Podwala jako Służąca